# Martin Droeshout

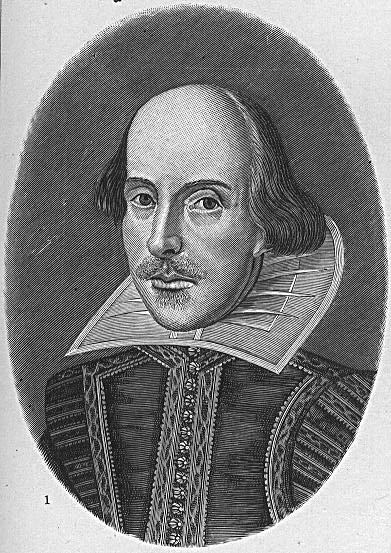
Het beroemde Shakespeare-portret

Martin Droeshout (Londen, rond april 1601 – Den Haag, 1659) was een Engelse maker van gravures, van Vlaamse afkomst. Hij is tegenwoordig vooral bekend omdat hij een portret van William Shakespeare maakte dat op de titelpagina van de First Folio-uitgave uit 1623 is afgebeeld.
Droeshout leerde het ambacht waarschijnlijk van zijn vader Michael Droeshout en zijn oudere broer John Droeshout, die beiden eveneens gravures maakten. Het Shakespeare-portret werd geroemd door Ben Jonson die het als levensecht ("true to life") betitelde. Omdat Martin Droeshout pas 15 jaar oud was toen Shakespeare in 1616 stierf, wordt aangenomen dat hij Shakespeare niet persoonlijk heeft gekend en diens portret naar een ander portret heeft vervaardigd.
Droeshout heeft ook een bijdrage geleverd aan het Stamboeck van Michael van Meer.